# Pachycondyla laevigata
Pachycondyla laevigata är en myrart som först beskrevs av Smith 1858.  Pachycondyla laevigata ingår i släktet Pachycondyla och familjen myror. Inga underarter finns listade i Catalogue of Life.